# Achille Pierre Dionis du Séjour
Achille Pierre Dionis du Séjour   (París, 11 de gener de 1734 - Vernou-sur-Seine, 22 d'agost de 1794) fou un matemàtic, astrònom i polític francès del segle xviii.

## Vida
Dionis du Séjour era fill d'un magistrat de la Cour des Aides (tribunal d'imposts). Va estudiar al col·legi jesuïta Louis-le-Grand de París, on es va interessar per les matemàtiques i l'astronomia. Tot i així, a la universitat de París va estudiar lleis.
El 1758 va ser escollit conseller del parlament de París, iniciant la seva carrera política que el portaria a ser membre de la Chambre des Enquêtes (1771) i de la Grand Chambre (1779). Polític de tall lliberal per l'època, va aconseguir el 1780, que s'abolís la "question" (la pràctica de torturar els acusats quan no hi havia proves del delicte).
El maig de 1789 va ser elegit diputat de la noblesa als Estats Generals, càrrec que va mantenir fins al 1791 en què fou anomenat jutge i president de diversos tribunals de París. En començar el Terror i veient com alguns dels seus amics acabaven a la guillotina, es va retirar a les seves possessions d'Argeville (prop de Fontainebleau), on va morir pocs mesos després d'haver acabat el Terror.

## Obra
Malgrat la seva dedicació política, Dionis du Séjour va dedicar tot el seu temps lliure a l'estudi de les matemàtiques i, sobretot, de l'astronomia. Ja el 1756 havia publicat un llibre, en col·laboració amb Mathieu-Bernard Goudin, sobre les corbes algebraiques, pel qual fou escollit membre de l'Acadèmie des Sciences el 1765.
La seva obra destaca per la utilització del càlcul analític en el còmput dels moviments dels cossos celestes. En una obra de 1775 (Essai sur les cométes en général; et particulièrement sur celles qui peuvent approcher de l'orbite de la terre) va concloure que la possibilitat que un cometa caigués sobre la Terra era ínfima.
Altres obres remarcables de Dionis du Séjour són:
- Recueil de problemes astronomiques résolus analytiquement, 3 volums, París (1769-1778)
- Essai sur les phénoménes relatifs aux disparitions périodiques de l'anneau de Saturne, París (1776)
- Traité analytique des mouvements apparents des corps célestes, 2 volums, París (1786-1789)

També van ser notables els seus treballs, juntament amb Condorcet i Laplace, sobre el càlcul de la població de França, fets entre 1783 i 1788.